# Брахмо-самадж
Брахмо-самадж (бенг. ব্রাহ্ম সমাজ Bramho Shômaj), также Брама-Самадж или Брама Сомай, — религиозно-нравственное движение в Индии; религиозное общество, основанное в 1828 году бенгальским раджой и брахманом Рам Мохан Роем (1772—1833). 
Нелепость большинства  религиозных обрядов брахманизма побудила его создать новую религию, свободную от всяких обрядностей и суеверий. Создание общества стало одной из первых современных попыток реформы индуизма и положило начало движениям неоиндуизма. С одной стороны, «Брахмо самадж» основывалось на древних традициях индуизма и брахманизма, с другой стороны — пыталось заменить обрядность методами самосовершенствования личности (точнее — сочетать минимальное количество индуистских обрядов с методами самосовершенствования личности). 
Общество провозгласило идею равенства человека перед Богом и тем самым выступило против кастовости индийского общества.
В 1860-х годах разделилось на консервативную ("Ади-Брахмо-самадж") и передовую ("Брахмо-самадж Индии") "партии".

## Название
Название «Брахмо Самадж» буквально означает "Сообщество поклоняющихся Единому Истинному Богу". «Брахмо» означает того, кто поклоняется Брахману, универсальному абсолюту, «душе мира», а «Самадж» означает "сообщество людей".

## Основатель и предыстория
Авторы ЭСБЕ назвали Рам Мохан Роя одним из выдающихся людей своего времени. Владея в совершенстве санскритом, арабским и персидским языками, он принялся за изучение Библии, Корана и индусских шастр. Основанием для его религии послужили видоизмененные им несколько принципов монотеизма, встречающиеся в древних книгах Веды. 
В 1816 году он учредил религиозное общество из одних индусов, где читались избранные тексты из Веды и пелись гимны. Это общество вскоре распалось, встретив сильную оппозицию со стороны большинства местного общества. 
В 1830 году он организовал другое духовно-религиозное общество, тоже из одних индусов, которое, в сущности, можно считать зародышем нынешней "Брахмо-самадж".

## История
Общество было основано 20 августа 1828 года и ознаменовалось открытием помещения для общественных молитв, «Брахма Сабха» (санскр.: "Общество Единого Бога"), в Калькутте, Индия. Публичное освящение состоялось 23 января 1830.
Выписка из дарственной записи на дом, предназначавшийся для молитвенных собраний членов этого общества, даёт ясное понятие о религиозных убеждениях и целях его основателя. Дом этот должен был «служить всем честным, трезвым, религиозным и набожным людям, без различия звания и национальности, местом собрания для поклонения и воздания хвалы единому вечному, неисповедимому и неизменяемому существу, творцу и хранителю вселенной. Верующие должны поклоняться этому существу именно как Творцу и хранителю вселенной, не обозначая Его никаким другим именем или названием, особенно из числа тех, которые употребляются для той же цели людьми других стран. Всякого рода изображения или подобия божества, в виде статуй, картин, гравюр, барельефов и т. п. не допускаются как в молитвенные, так и в частные дома верующих. Отменяются также всякого рода жертвоприношения, религиозные обряды и церемонии. Из песнопений, молитв и проповедей допускаются только те, которые могут способствовать развитию милосердия, нравственности, набожности и добродетели в людях и укреплять связь между лицами религиозных убеждений и верований».

Рам Мохан Рой вскоре переселился в Англию, в Бристоль, где и умер в 1835 году. Его религия (ветвь индуизма) оставалась без изменений до 1850 года, когда в среде его последователей произошёл раскол: одна часть их по-прежнему признавала за основание своей религии книги Веды, а другая считала эти книги политеистическими и учила, что основанием веры должны служить природа и созерцание. Последнее учение в конце концов восторжествовало.
Около 1860 года более молодые брахманы, с Сеном Кешобчондро (1838 — 1884) во главе, вздумали применить своё религиозное учение на практике и изгнать из употребления все существовавшие до тех пор религиозные обряды и уничтожить различие каст. Этому воспротивились более старые члены, считая такие нововведения преждевременными. Это дало повод к распаду браминов на два лагеря: консерваторов и прогрессистов. Последние, составившие особое общество «Индийская Брахмо-самадж», добились значительных успехов в деле распространения своего учения.

## Учение
К началу XX века учение Брахмо-самадж провозглашало следующее:
1. Книга природы и созерцание являются основанием веры.
2. Хотя последователи этой религии и не признают за основание своей религии никакой книги, писанной человеческими руками, они всё-таки принимают с полным уважением и удовольствием всякую религиозную истину, встречающуюся в той или другой книге.
3. Они думают, что человек постоянно совершенствуется в религиозном отношении, параллельно с развитием его душевных и телесных сил.
4. Они полагают, что основные доктрины их вероучения могут служить основанием для всякой другой истинной религии.
5. Они верят в существование Единого Бога — отдельной самостоятельной личности, одарённой достойными Его нравственными качествами и разумом, дающими Ему возможность быть Владыкой вселенной, и поклоняются Ему одному. Они не признают Его воплощения.
6. Они верят в бессмертие души и в сознательную жизнь в загробном мире — мире правды и добра.
7. Раскаяние считается ими единственным путем к спасению. Они не признают другого способа примирения с оскорбленным, но любящим Отцом (здесь было влияние христианства).
8. Они просят у Бога духовного благосостояния и верят в действительность таких молитв.
9. Они верят, что Бог неусыпно печётся об них.
10. Вера в Бога, по их мнению, состоит в любви к Нему и в угодных Ему делах.
11. Они признают необходимость публичного поклонения Богу, но, в то же время, не допускают, чтобы общение с Отцом зависело от собрания для молитвы в определённый час и в определённом месте. Всегда и везде можно быть в общении с Богом, если только этому не препятствует душевное настроение молящегося.
12. Святость может быть достигнута только очищением ума и сердца от всего дурного.
13. Они не признают никаких религиозных обрядов и церемоний и не считают епитимьи за средство примирения с Богом. Чистота нравов, мудрость, благочестивые размышления, милосердие и набожность — вот их обряды. Обуздывай свои страсти, говорят они, исполняй свои обязанности по отношению к Богу и к людям, и ты достигнешь вечного блаженства; очисти свое сердце, будь благочестив и ты увидишь Невидимого.
14. Между последователями / адептами  "Брахмо-самадж" нет кастовых различий. Они считают себя детьми одного Бога, следовательно, все они братья и сестры[2].